# Алан Девіс (футболіст)
Алан Девіс (англ. Alan Davies, 5 грудня 1961, Лондон — 4 лютого 1992) — валлійський футболіст, що грав на позиції флангового півзахисника за низку англійських команд і національну збірну Уельсу.

## Клубна кар'єра
У дорослому футболі дебютував 1980 року виступами за команду клубу «Манчестер Юнайтед», в якій провів п'ять сезонів, взявши участь лише у 7 матчах чемпіонату. 
Згодом з 1985 по 1990 рік грав у складі команд клубів «Ньюкасл Юнайтед», «Чарльтон Атлетик», «Карлайл Юнайтед», «Свонсі Сіті» та «Бредфорд».
Завершив професійну ігрову кар'єру у клубі «Свонсі Сіті», у складі якого вже виступав раніше. Прийшов до команди 1990 року, захищав її кольори до припинення виступів на професійному рівні у 1992 році.
4 лютого 1992 року на 31-му році життя скоїв самогубство, отруївшись чадним газом.

## Виступи за збірну
У 1983 році дебютував в офіційних матчах у складі національної збірної Уельсу. Протягом кар'єри у національній команді, яка тривала 8 років, провів у формі головної команди країни 13 матчів.